# Valdepeñas (kommunhuvudort)
Valdepeñas är en kommunhuvudort i Spanien.   Den ligger i provinsen Provincia de Ciudad Real och regionen Kastilien-La Mancha, i den centrala delen av landet, 190 km söder om huvudstaden Madrid. Valdepeñas ligger 714 meter över havet och antalet invånare är 31 147.
Terrängen runt Valdepeñas är huvudsakligen platt, men åt nordost är den kuperad. Runt Valdepeñas är det ganska tätbefolkat, med 52 invånare per kvadratkilometer. Valdepeñas är det största samhället i trakten. Omgivningarna runt Valdepeñas är i huvudsak ett öppet busklandskap.